# Кукушковый ткач
Куку́шковый ткач (лат. Anomalospiza imberbis) — вид птиц из семейства вдовушковых (Viduidae), представитель монотипного рода Anomalospiza. Ранее вид включали в семейство ткачиковых.
Распространён в тропической Африке.

## Размножение
В зарубежных материалах данный вид также называется ткачи-паразиты, так как подбрасывают яйца в гнёзда других птиц (цистикол и приний), подобно кукушкам. В последние десятилетия у коричневобокой принии и ткача наблюдаются коэволюционные изменения окраски яиц: яйца приний начали изменять цвет и пятнистость, чтобы птицы могли отличить подброшенные и избавиться от них, но ткачи также стали откладывать похожие яйца. На данный момент в результате такой «эволюционной гонки» яйца обоих видов могут иметь в окраске зелёные, оранжевые или коричневые тона. Яйца кукушкового ткача 17—17,3 мм в длиной и 12,5—13 мм шириной. Инкубация продолжается 14 суток. Птенцы оперяются через 18 дней после вылупления и зависят от своих хозяев ещё 10—40 дней. Птенцы видов-хозяев обычно погибают, но иногда и выживают. Чаще всего в гнезде развивается только один птенец-паразит, но иногда находили и двух.